# Caçador Atlético Clube
O Caçador Atlético Clube, mais conhecido como Caçadorense é um clube de futebol brasileiro sediado na cidade da Caçador em Santa Catarina, fundado em 25 de junho de 2003.

## História
Fundado em 25 de junho de 2003, por iniciativa de grupo de amigos, amantes do futebol e preocupados com as questões sociais do município, vendo que o esporte poderia contribuir em prol desta causa. Assim foi montada a primeira equipe da Associação. Com um elenco mesclando ex-profissionais e atletas amadores do município, o CAC, como é carinhosamente chamado pela torcida, iniciou sua atuação no futebol de campo, mantendo constante evolução até os dias de hoje.
Já no primeiro campeonato disputado, o Estadual de Amadores 2005, o CAC chegou a semifinal, sendo eliminado após dois jogos memoráveis contra o Gigantinho, de Chapecó. O confronto foi considerado uma final antecipada, já que o Gigantinho chegaria ao titulo naquele ano.
A partir daí, o Caçador continuou sua trajetória pelos gramados a fora. Aprendeu com as vitórias e derrotas. Agregou forças e parcerias. Investiu nas categorias de base, prioridade estabelecida desde o início, pelos seus fundadores.
E foi com a garotada que veio o primeiro título da história do Caçador Atlético Clube. Em 2007, o time Sub-15 foi campeão da Copa Bugre, em São Miguel do Oeste, competição essa que reuniu mais 20 equipes do sul do país. Posteriormente a mesma equipe alcançou o vice-campeonato catarinense, fase oeste da categoria, o mesmo ocorrendo em 2008. Já neste ano, a categoria Sub-13 se tornaria Campeão Catarinense Fase Oeste 2008.
Ainda em 2007, foi comemorado também o primeiro título pelo time principal, “A Copa Contestado”, sendo que, em março 2008, a equipe ficou com o vice-campeonato da Taça Coroado. Nesta competição 12 municípios da região estiveram na disputa. Outros momentos que merecem destaque na história do clube foram os amistosos contra grandes times do futebol brasileiro. Os jogos mobilizaram a torcida que lotou as arquibancadas para assistir aos jogos como a vitória de 3 a 0 sobre o Coritiba e 1 a 0 sobre o Paraná Clube.
Depois de bater na trave em 2011, perdendo a final para o Biguaçu, em 2012 o Caçador conquistou o título mais importante de sua história o 2012, vencendo o Jaraguá com duas vitórias por 1 a 0, embalado por sua torcida e seu principal líder o capitão Josué. Assim conseguindo acesso para o 2012.
No ano de 2013 a equipe faz um bom campeonato na Divisão Especial, terminando na 5º posição, por pouco não classificando para o quadrangular final do campeonato. No ano de 2014, mudou seu nome fantasia para Caçadorense com o objetivo de atrair mais patrocinadores. No Catarinense da Série B de 2014 a Caçadorense fez uma campanha muito irregular, que culminou no rebaixamento à Série C de 2015. 
Após o começo regular na terceira divisão, acabou pedindo licença no meio campeonato alegando problemas financeiros. Com a desistência, a equipe só retornou ao futebol profissional em 2017. No ano de 2018, disputou a Série C, sendo eliminado na semifinal contra o Próspera, em um confronto bastante contestado por todos, devido a erros grotescos da arbitragem.
No ano de 2019, a Caçadorense sagrou-se bicampeã do Catarinense Série C, derrotando a equipe do Itajaí na final.
No ano de 2020 terminou na 6º colocação não se classificando para às semis-finais da Série B, no ano de 2021 foi rebaixado para a Série C após terminar na penúltima colocação fazendo 17 pontos. 
Em 2022 o clube terminou na liderança da primeira fase com 25 pontos, o clube passou pelo Itajaí nas semis-finais. No primeiro jogo da final contra o Santa Catarina o clube empatou em 1 a 1 no Estádio Alfredo João Krieck em Rio do Sul, no segundo jogo da final, o Caçador jogava pelo empate para ficar com o título. Mas logo no início do segundo tempo o Santa Catarina abriu o placar. Logo no primeiro minuto, Vinicius fez para o time visitante. Jesus fez o segundo na reta final do confronto e assegurou o título para o Santa Catarina. Em 2023 fez uma campanha pífia e foi rebaixado para a Série C.

## Títulos
| ESTADUAIS | ESTADUAIS                        | ESTADUAIS | ESTADUAIS   |
|           | Competição                       | Títulos   | Temporadas  |
| --------- | -------------------------------- | --------- | ----------- |
|           | Campeonato Catarinense - Série C | 2         | 2012 e 2019 |

| AMISTOSOS      | AMISTOSOS       | AMISTOSOS | AMISTOSOS  |
|                | Competição      | Títulos   | Temporadas |
| -------------- | --------------- | --------- | ---------- |
| Santa Catarina | Copa Contestado | 1         | 2008       |